# Dragan Nikolić
Dragoslav "Dragan" Nikolić (Beograd, 20. kolovoza 1943. – Beograd, 11. ožujka 2016.) bio je jedan od najboljih i najpoznatijih srbijanskih glumaca. Proslavio se televizijskim serijama Otpisani i Povratak otpisanih.
Filmsku karijeru počeo je s filmom Kad budem mrtav i beo redatelja Živojina Pavlovića iz 1967., a nakon toga snimio je više od 120 filmova i TV serija.
Bio je u braku s poznatom srpskom glumicom Milenom Dravić. Preminuo je 11. ožujka 2016. godine.

## Filmografija
Filmografija glumca Dragana Nikolića
		God.	Naziv	
1964.	Pravo stanje stvari
1965.	Dovoljno je ćutati
1966.	The One Eyed Soldiers
1967.	Deca vojvode Šmita	
1967.	Ljubav na plajvaz	
1967.	Ljubavni je ceo svet	
1967.	Kad budem mrtav i beo	
1967.	Visočka hronika	
1968.	Epidemija zdravlja	
1968.	Ilustrovani život	
1968.	Mladići i devojke	
1968.	Severno more	
1968.	Ljubitelj golubova	
1968.	Evgenija na zrnu graška	
1968.	Bećarska revija	
1968.	Naš prijatelj Pepi	
1968.	Nevolje jednog Bobana	
1968.	Tri sata za ljubav
1969.	Akvarijum	
1969.	Tuberkuloza
1969.	Snaha	
1969.	Tragedija na splavu	
1969.	Horoskop
1970.	Maksimetar	
1970.	Hajdučija	
1970.	Homo homini	
1970.	Bube u glavi	
1971.	Haleluja	
1971.	Uloga moje porodice u svjetskoj revoluciji	
1971.	Mlad i zdrav kao ruža	
1971.	Poslednja stanica	
1972.	Kako su se volele dve budale (kratak film)	
1972.	Bez reči	
1972.	Ubistvo u noćnom vozu	
1974.	Otpisani	
1972—1974.	Obraz uz obraz
1974.	Njurci	
1975.	Kičma	
1975.	Dvosobna kafana	
1974—1975.	Otpisani
1975.	Pozorište u kući 3	
1975.	Dragi, budi mi nepoznat	
1976.	U banji jednog dana	
1976.	Povratak otpisanih	
1976.	Devojački most	
1977.	Ljubavni život Budimira Trajkovića	
1978.	Razmena	
1978.	Tren	
1978.	Čardak ni na nebu ni na zemlji	
1978.	Nedeljom po podne	
1978.	Povratak otpisanih (TV serija)	
1979.	Mostarske kiše	
1979.	Nacionalna klasa	
1980.	Tren	
1980.	Ko to tamo peva	pevač
1980.	Prestop	Boris
1981.	Poslednji čin	
1981.	Neka druga žena	
1981.	Sijamci
1981.	Lov u mutnom	
1981.	Sezona mira u Parizu	
1981.	Počnimo život iz početka	
1982.	Idemo dalje	
1983.	Nešto između	
1983.	Pereat	
1983.	Balkan ekspres	
1983.	Banović Strahinja	
1984.	Groznica ljubavi	
1984.	Divlja patka	
1984.	Čudo neviđeno	
1985.	Priče iz bečke šume	
1985.	Jack pot	
1985.	Život je lep	
1986.	Mis	
1986.	Svečana obaveza (TV)	
1986.	Obećana zemlja	
1986.	Protestni album	
1986.	Sivi dom	
1987.	Lutalica	
1988.	Čavka	
1988.	Kako zasmejati gospodara	
1989.	Happy end	
1989.	Sveti Georgije ubiva aždahu
1989.	Gospođa ministarka	
1989.	Poslednji krug u Monci	
1989.	Sabirni centar
1989.	Seobe	

1990.	Gala korisnica: Atelje 212 kroz vekove	
1990—1991.	Bolji život 2 (serija)
1991.	Original falsifikata
1991.	Metla bez drške	
1991.	Mala sala	
1991.	Pilot u travi   
1992.	Tito i ja 
1992.	Velika frka	
1993.	Obračun u Kazino Kabareu	
1993.	Metla bez drške	
1993.	Tri karte za Holivud	
1994.	Ni na nebu, ni na zemlji	
1994.	Biće bolje	
1994.	Teatar u Srba	
1995.	Bila jednom jedna zemlja	
1995.	Dvoboj za troje	
1995.	Urnebesna tragedija	
1995.	Podzemlje
1996.	Filumena Marturano	
1997.	Svaštara	
1998.	Kod lude ptice	
1998.	Bure baruta	
1998.	Place Vendôme	
1998—2001.	Porodično blago	
1999.	Nož	
1999.	Belo odelo	
1999.	Lovers	
2001.	Virtualna stvarnost	
2001.	Ona voli Zvezdu	
2001.	Den Serbiske dansker	
2001.	S mère, la pute	
2001.	Belgrado Sling	
2002.	Akcija Tigar	
2002.	Noć uz video	
2001—2002.	Porodično blago 2	
2002.	Zona Zamfirova	
2002.	Lavirint	
2003.	Kuća sreće	
2003.	M(j)ešoviti brak	
2004.	Pljačka Trećeg rajha	
2005.	Imam nešto važno da vam kažem	
2005.	Zvezde ljubavi	
2005.	Potera za sreć(k)om
2005.	Ivkova slava	
2006.	Gde cveta limun žut	
2006.	Šejtanov ratnik
2007.	Crni Gruja i kamen mudrosti	
2007.	Pozorište u kući	
2007.	Promeni me	
2007.	Četvrti čovek	
2008.	Kraljevina Srbija	
2008.	Na lepom plavom Dunavu	
2008.	Vratiće se rode	
2008.	Turneja	
2008—2009.	Ranjeni orao	
2009.	Sveti Georgije ubiva aždahu	
2009.	Ono kao ljubav	
2010.	Sva ta ravnica (serija)	
2010.	72 dana kao kamatar #1	
2006—2011.	Selo gori, a baba se češlja (TV serija)	
2011.	Tamarin izostanak (kratak film)	
2011.	Turneja (serija)	
2011.	Albatros (TV)	
2012.	Vir	
2012.	Budva, grad na pjeni mora	
2012—2013.	Jagodići (TV serija)	
2014.	Montevideo, vidimo se!	
2014.	Montevideo, vidimo se! (TV serija)